# Ryszard Adamiak
Ryszard Walenty Adamiak – polski chemik, profesor nauk chemicznych. Specjalizuje się w chemii bioorganicznej. Profesor zwyczajny w Instytucie Chemii Bioorganicznej PAN oraz w Instytucie Informatyki Wydziału Informatyki Politechniki Poznańskiej.

## Kariera naukowa
Na poznańskim Uniwersytecie im. A. Mickiewicza ukończył chemię z wyróżnieniem w 1970 oraz uzyskał stopień doktorski z chemii organicznej w 1974 na podstawie pracy przygotowanej pod kierunkiem prof. Macieja Wiewiórowskiego. Staż podoktorski odbył na Wydziale Chemii King’s College University of London (1974–1975). Habilitował się w 1982 z chemii bioorganicznej w warszawskim Instytucie Chemii Organicznej PAN. W ramach poznańskiego Instytutu Chemii Bioorganicznej PAN od 1985 kierował Laboratorium Chemii Strukturalnej Kwasów Nukleinowych, później został profesorem afiliowanym przy Zakładzie Struktury i Funkcji Retrotranspozonów ICHB PAN, kierowanym przez Katarzynę Pachulską-Wieczorek. Tytuł naukowy profesora nauk chemicznych został mu nadany w 1991. Wypromował 9 doktorów (byli to m.in. późniejsi profesorowie i doktorzy habilitowani: Zofia Gdaniec, Mikołaj Olejniczak, Elżbieta Kierzek i Katarzyna Pachulska-Wieczorek).
Był członkiem Prezydium Komitetu Biochemii i Biofizyki PAN, jest członkiem Komitetu Biologii Molekularnej Komórki PAN.
Autor ponad 100 publikacji naukowych, m.in. w „Nucleic Acids Research”, „Nucleosides and Nucleotides”, „RNA”, „Tetrahedron” i „Bioinformatics”.

## Odznaczenia i wyróżnienia
Odznaczony Krzyżem Kawalerskim (2000) i Krzyżem Oficerskim (2013) Orderu Odrodzenia Polski.